# Landtags- und Gemeinderatswahl in Wien 1983
- SPÖ: 61
- ÖVP: 37
- FPÖ: 2

Die Landtags- und Gemeinderatswahl in Wien 1983 wurde am 24. April 1983 gleichzeitig mit der Nationalratswahl 1983 durchgeführt. Die Sozialistische Partei Österreichs (SPÖ) verlor bei der Wahl nach der Landtagswahl 1978 erneut Stimmenanteile und büßte 1,7 %-Pkte sowie ein Mandat ein. Mit einem Stimmenanteil von 55,5 % erreichte sie 61 der insgesamt 100 Mandate und konnte so ihre absolute Stimmen- und Mandatsmehrheit klar halten. Die Österreichische Volkspartei (ÖVP) konnte hingegen zum dritten Mal in Folge zulegen und erreichte ihr bestes Landtagswahlergebnis seit 1949. Mit einem Plus von 1,1 %-Pkte erzielte die ÖVP 34,8 % und 37 Mandate, wodurch die ÖVP zwei Mandate gewinnen konnte. Die Freiheitliche Partei Österreichs (FPÖ) verlor wiederum die zweite Landtagswahl in Folge und büßte 1,1 %-Pkte ihres Stimmenanteils sowie ein Mandat ein. Mit einem Stimmenanteil von 5,4 % erzielte die FPÖ nur noch zwei Mandate im Wiener Landtags- und Gemeinderat. Die Kommunistische Partei Österreichs (KPÖ) scheiterte mit 1,1 % zum vierten Mal in Folge am Einzug in den Landtag, den auch die erstmals kandidierende Alternative Liste Wien (ALW) mit 2,5 % verfehlte. Die Wahlgemeinschaft für Bürgerinitiativen und Umweltschutz (WBU) blieb mit 0,6 % gegenüber der Wahl 1978 nahezu unverändert und blieb wie zuvor ohne Mandat. 
Der Wiener Landtag und Gemeinderat der 13. Wahlperiode konstituierte sich in der Folge am 27. Mai 1983 und wählte nach der Angelobung die Landesregierung Gratz IV, die am 10. September 1984 von der Landesregierung Zilk I abgelöst wurde. 

## Ergebnisse
|                                                               | Ergebnisse 1983  | Ergebnisse 1983  | Ergebnisse 1983  | Ergebnisse 1978  | Ergebnisse 1978  | Ergebnisse 1978  | Differenzen    | Differenzen    | Differenzen    |
| ------------------------------------------------------------- | ---------------- | ---------------- | ---------------- | ---------------- | ---------------- | ---------------- | -------------- | -------------- | -------------- |
| Wahlberechtigte                                               | 1.141.971        | 1.141.971        | 1.141.971        | 1.173.454        | 1.173.454        | 1.173.454        | − 31.483       | − 31.483       | − 31.483       |
| Wahlbeteiligung                                               | 85,18 %          | 85,18 %          | 85,18 %          | 72,19 %          | 72,19 %          | 72,19 %          | + 12,99 %-Pkte | + 12,99 %-Pkte | + 12,99 %-Pkte |
|                                                               | Stimmen          | %                | Mand.            | Stimmen          | %                | Mand.            | Stimmen        | %-Pkte         | Mand.          |
| Abgegebene Stimmen                                            | 972.773          |                  |                  | 847.125          |                  |                  | + 125.648      |                |                |
| Ungültig                                                      | 12.708           | 1,31 %           |                  | 11.445           | 1,35 %           |                  | + 1.263        | − 0,04         |                |
| Gültig                                                        | 960.065          | 98,69 %          |                  | 835.680          | 98,65 %          |                  | + 124.385      | + 0,04         |                |
| Partei                                                        |                  |                  |                  |                  |                  |                  |                |                |                |
| Sozialistische Partei Österreichs (SPÖ)                       | 532.992          | 55,52 %          | 61               | 478.017          | 57,20 %          | 62               | + 54.975       | − 1,68         | − 1            |
| Österreichische Volkspartei (ÖVP)                             | 334.251          | 34,82 %          | 37               | 282.231          | 33,77 %          | 35               | + 52.020       | + 1,05         | + 2            |
| Freiheitliche Partei Österreichs (FPÖ)                        | 51.767           | 5,39 %           | 2                | 54.225           | 6,49 %           | 3                | − 2.458        | − 1,10         | − 1            |
| Alternative Liste Wien (ALW)                                  | 23.969           | 2,50 %           | 0                | nicht kandidiert | nicht kandidiert | nicht kandidiert | + 23.969       | + 2,50         | ± 0            |
| Kommunistische Partei Österreichs (KPÖ)                       | 10.942           | 1,14 %           | 0                | 14.767           | 1,77 %           | 0                | − 3.825        | − 0,63         | ± 0            |
| Wahlgemeinschaft für Bürgerinitiativen und Umweltschutz (WBU) | 6.144            | 0,64 %           | 0                | 6.086            | 0,73 %           | 0                | + 58           | − 0,09         | ± 0            |
| Kommunistischer Bund (KB)                                     | nicht kandidiert | nicht kandidiert | nicht kandidiert | 221              | 0,03 %           | 0                | − 221          | − 0,03         | ± 0            |
| Nationaldemokratische Partei (NDP)                            | nicht kandidiert | nicht kandidiert | nicht kandidiert | 133              | 0,02 %           | 0                | − 133          | − 0,02         | ± 0            |
| Gesamt                                                        | 960.065          | 100,00 %         | 100              | 835.680          | 100,00 %         | 100              | + 124.385      |                |                |